# Letori (amic de Gai Grac)
Letori (llatí: Laetorius) va ser un amic de Gai Semproni Grac. Va viure al segle ii aC.
La seva lleialtat es va posar en relleu quan en el moment en què Grac s'escapava, l'any 121 aC, Letori va quedar a un extrem del pont Fabrici que connectava la insula Tiberina amb els dos costats oposats del riu, per impedir el pas dels perseguidors. Com que no els va poder aturar es va matar voluntàriament.
En parla Valeri Màxim. Plutarc l'anomena Licini en comptes de Letori.